# Vivre dangereusement
Pour les articles homonymes, voir Les 400 coups.
Pour plus de détails, voir Fiche technique et Distribution.
Vivre dangereusement (Bios Και Πολιτεία (Vios kai Politia)), parfois appelé aussi Quatre Cents Coups, est un film grec réalisé par Níkos Perákis et sorti en 1987.
« Vios kai Politia » (vie et État) est une expression grecque désignant une personne ayant connu des hauts et des bas au cours d'une vie agitée, ayant fait les quatre cents coups, et continuant à vivre dangereusement.

## Synopsis
Michalis Karamanos, petit génie de l'informatique, est employé de l'OTE. Cependant, il a des difficultés à y trouver sa place. En effet, membre d'un groupe révolutionnaire, Lutte Constitutionnelle, il refuse la société de son temps. Il relie l'ordinateur du président de l'OTE à une bombe, menaçant de détruire tout l'immeuble et ainsi toutes les télécommunications du pays. Il exige le droit de faire passer sur toutes les télévisions et radios le message de dix minutes de son groupuscule politique, au milieu de la finale de la coupe du monde de football que joue l'équipe grecque. Le message est destiné à dénoncer la politique gouvernementale, contrôlant chaque individu. Les autorités qui ne croient pas au sérieux de cette revendication mais plutôt à un coup de folie, essayent de négocier avec lui par l'intermédiaire de ses anciens camarades de régiment, soupçonnés eux aussi d'être membres de Lutte Constitutionnelle. Ils s'entretiennent avec lui les uns après les autres.

## Fiche technique
- Titre : Vivre dangereusement
- Titre original : Bios Και Πολιτεία (Vios kai Politia)
- Réalisation : Níkos Perákis
- Scénario : Níkos Perákis
- Direction artistique : Aphrodite Kotzia
- Décors : Aphrodite Kotzia
- Costumes : Aphrodite Kotzia
- Photographie : George Panoussopoulos
- Son : Nikos Achladis
- Montage : Yannis Tsitsopoulos
- Musique : Nikos Mamangakis
- Production : Centre du cinéma grec, Níkos Perákis, Spentzos Film et Stefi II Home Video Hellas
- Pays d'origine :  Grèce
- Langue : grec
- Format :  Couleurs 35 mm
- Genre : Comédie
- Durée : 105 minutes
- Dates de sortie : 1987

## Distribution
- Dimitris Kallivokas
- Pavlos Kontoyannidis
- Dimitris Poulikakos
- Alkis Panagiotidis
- Timos Perlengas
- Anna Makraki

## Récompenses
- Festival du cinéma grec 1987 (Thessalonique) : meilleur montage ; Prix du Ministère de la culture pour meilleur acteur et meilleur montage